# 군마현 선거구
군마현 선거구(일본어: 群馬県選挙区)는 일본의 참의원 선거구이다.

## 선거구 정보
| 지역      | 군마현 전역              |
| 의원 정수 | 2명 (개선 정수 1명)      |
| 유권자 수 | 1,610,202명 (2022년 9월) |

## 역대 의원
| 홀수회                             | 홀수회                             | 홀수회        | 짝수회                         | 짝수회                         | 짝수회                         |
| 의원 1                             | 의원 2                             | 선거          | 선거                           | 의원 1                         | 의원 2                         |
| ---------------------------------- | ---------------------------------- | ------------- | ------------------------------ | ------------------------------ | ------------------------------ |
| 다케코시 도쿠조 (일본민주당)       | 우메즈 긴이치 (일본사회당)         | 1947년 제1회  | 1947년 제1회                   | 고구레 산시로 (일본민주당)     | 스즈키 준이치 (일본민주당)     |
| 사카이노 기요 (일본민주당)         | 우메즈 긴이치 (일본사회당)         | 1947년 보궐   |                                | 고구레 산시로 (일본민주당)     | 스즈키 준이치 (일본민주당)     |
| 사카이노 기요 (일본민주당)         | 우메즈 긴이치 (일본사회당)         |               | 1950년 제2회                   | 이지마 렌지로 (무소속)         | 스즈키 교헤이 (국민민주당)     |
| 이요쿠 요시오 (자유당)             | 모가미 히데코 (개진당)             | 1953년 제3회  |                                | 이지마 렌지로 (무소속)         | 스즈키 교헤이 (국민민주당)     |
| 이요쿠 요시오 (자유당)             | 모가미 히데코 (개진당)             |               | 1956년 제4회                   | 고구레 부다유 (자유민주당)     | 이토 아키미치 (일본사회당)     |
| 야마토 요이치 (일본사회당)         | 모가미 히데코 (자유민주당)         | 1959년 제5회  |                                | 고구레 부다유 (자유민주당)     | 이토 아키미치 (일본사회당)     |
| 야마토 요이치 (일본사회당)         | 모가미 히데코 (자유민주당)         |               | 1962년 제6회                   | 고구레 부다유 (자유민주당)     | 이토 아키미치 (일본사회당)     |
| 야마토 요이치 (일본사회당)         | 곤도 에이이치로 (자유민주당)       | 1965년 제7회  |                                | 고구레 부다유 (자유민주당)     | 이토 아키미치 (일본사회당)     |
| 야마토 요이치 (일본사회당)         | 곤도 에이이치로 (자유민주당)       |               | 1967년 보궐                    | 사타 이치로 (자유민주당)       | 이토 아키미치 (일본사회당)     |
| 야마토 요이치 (일본사회당)         | 곤도 에이이치로 (자유민주당)       |               | 1968년 제8회                   | 사타 이치로 (자유민주당)       | 마루모 시게사다 (자유민주당)   |
| 아카네가쿠보 시게미쓰 (일본사회당) | 다카하시 구니오 (자유민주당)       | 1971년 제9회  |                                | 사타 이치로 (자유민주당)       | 마루모 시게사다 (자유민주당)   |
| 아카네가쿠보 시게미쓰 (일본사회당) | 다카하시 구니오 (자유민주당)       |               | 1974년 제10회                  | 구리하라 도시오 (일본사회당)   | 모가미 스스무 (자유민주당)     |
| 야마모토 도미오 (자유민주당)       | 아카네가쿠보 시게미쓰 (일본사회당) | 1977년 제11회 |                                | 구리하라 도시오 (일본사회당)   | 모가미 스스무 (자유민주당)     |
| 야마모토 도미오 (자유민주당)       | 아카네가쿠보 시게미쓰 (일본사회당) |               | 1980년 제12회                  | 후쿠다 히로이치 (자유민주당)   | 야마다 유즈루 (일본사회당)     |
| 야마모토 도미오 (자유민주당)       | 모가미 스스무 (자유민주당)         | 1983년 제13회 |                                | 후쿠다 히로이치 (자유민주당)   | 야마다 유즈루 (일본사회당)     |
| 야마모토 도미오 (자유민주당)       | 모가미 스스무 (자유민주당)         |               | 1986년 제14회                  | 나카소네 히로후미 (자유민주당) | 후쿠다 히로이치 (자유민주당)   |
| 쓰노다 기이치 (일본사회당)         | 야마모토 도미오 (자유민주당)       | 1989년 제15회 |                                | 나카소네 히로후미 (자유민주당) | 후쿠다 히로이치 (자유민주당)   |
| 쓰노다 기이치 (일본사회당)         | 야마모토 도미오 (자유민주당)       |               | 1992년 제16회                  | 나카소네 히로후미 (자유민주당) | 우에노 고세이 (자유민주당)     |
| 야마모토 이치타 (자유민주당)       | 쓰노다 기이치 (일본사회당)         | 1995년 제17회 |                                | 나카소네 히로후미 (자유민주당) | 우에노 고세이 (자유민주당)     |
| 야마모토 이치타 (자유민주당)       | 쓰노다 기이치 (일본사회당)         |               | 1998년 제18회                  | 나카소네 히로후미 (자유민주당) | 우에노 고세이 (자유민주당)     |
| 야마모토 이치타 (자유민주당)       | 쓰노다 기이치 (민주당)             | 2001년 제19회 |                                | 나카소네 히로후미 (자유민주당) | 우에노 고세이 (자유민주당)     |
| 야마모토 이치타 (자유민주당)       | 쓰노다 기이치 (민주당)             |               | 2004년 제20회                  | 도미오카 유키오 (민주당)       | 나카소네 히로후미 (자유민주당) |
| 야마모토 이치타 (자유민주당)       |                                    | 2007년 제21회 |                                | 도미오카 유키오 (민주당)       | 나카소네 히로후미 (자유민주당) |
| 야마모토 이치타 (자유민주당)       |                                    | 2010년 제22회 | 나카소네 히로후미 (자유민주당) |                                |                                |
| 야마모토 이치타 (자유민주당)       | 2013년 제23회                      |               | 나카소네 히로후미 (자유민주당) |                                |                                |
| 야마모토 이치타 (자유민주당)       |                                    | 2016년 제24회 | 나카소네 히로후미 (자유민주당) |                                |                                |
| 시미즈 마사토 (자유민주당)         | 2019년 제25회                      |               | 나카소네 히로후미 (자유민주당) |                                |                                |
| 시미즈 마사토 (자유민주당)         |                                    | 2022년 제26회 | 나카소네 히로후미 (자유민주당) |                                |                                |

## 최근 선거 결과

### 2016년 (제24회)
|  | 65.96% |

|  | 31.09% |

|  | 2.95% |

### 2019년 (제25회)
|  | 53.94% |

|  | 38.62% |

|  | 7.44% |

### 2022년 (제26회)
|  | 63.83% |

|  | 18.56% |

|  | 9.32% |

|  | 5.30% |

|  | 2.99% |

## 같이 보기
- 군마현 제1구
- 군마현 제2구
- 군마현 제3구
- 군마현 제4구
- 군마현 제5구